# Ophidiaster ophidianus
Espèce
Synonymes
- Asterias ophidiana Lamarck, 1816[2]
- Asterias ophidiana de Lamarck, 1816[3]
- Ophidiaster aurantius Gray, 1840[3] [2]
- Ophidiaster canariensis Greeff, 1872[3] [2]

Ophidiaster ophidianus est une espèce d'étoiles de mer européenne de la famille des Ophidiasteridae.

## Description et caractéristiques
Ce sont de grandes étoiles régulières à cinq bras très longs et de section arrondie (et de diamètre constant), avec un disque central très réduit. La couleur varie du violet à l'orange en passant par le rouge bordeaux, généralement unie mais parfois tachée (forme orange tachée de rouge). L'extrémité des bras est arrondie (les bras ne sont pas effilés), et leur base est légèrement étranglée. Les zones porifères (où se trouvent les papules respiratoires) sont disposées de manière régulière, et souvent bien visibles. Sur la face ventrale, les ambulacres sont protégés par deux rangées de petites épines arrondies de couleur crème. Son diamètre peut aller de 15 à 40 cm. 
Au niveau squelettique, la granulation est continue sur les plaques (elles sont donc rugueuses au toucher), et l'épiderme peu voyant. Les bras ne comportent que huit séries d'aires porifères, la plus basse étant de part et d'autre entre les plaques inféromarginales et les dernières plaques actinales. Les plaques adambulacraires sont isométriques.

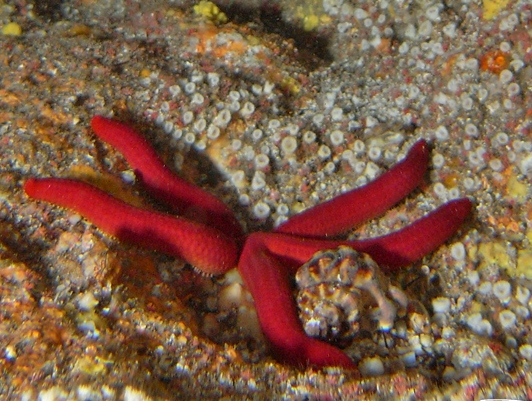
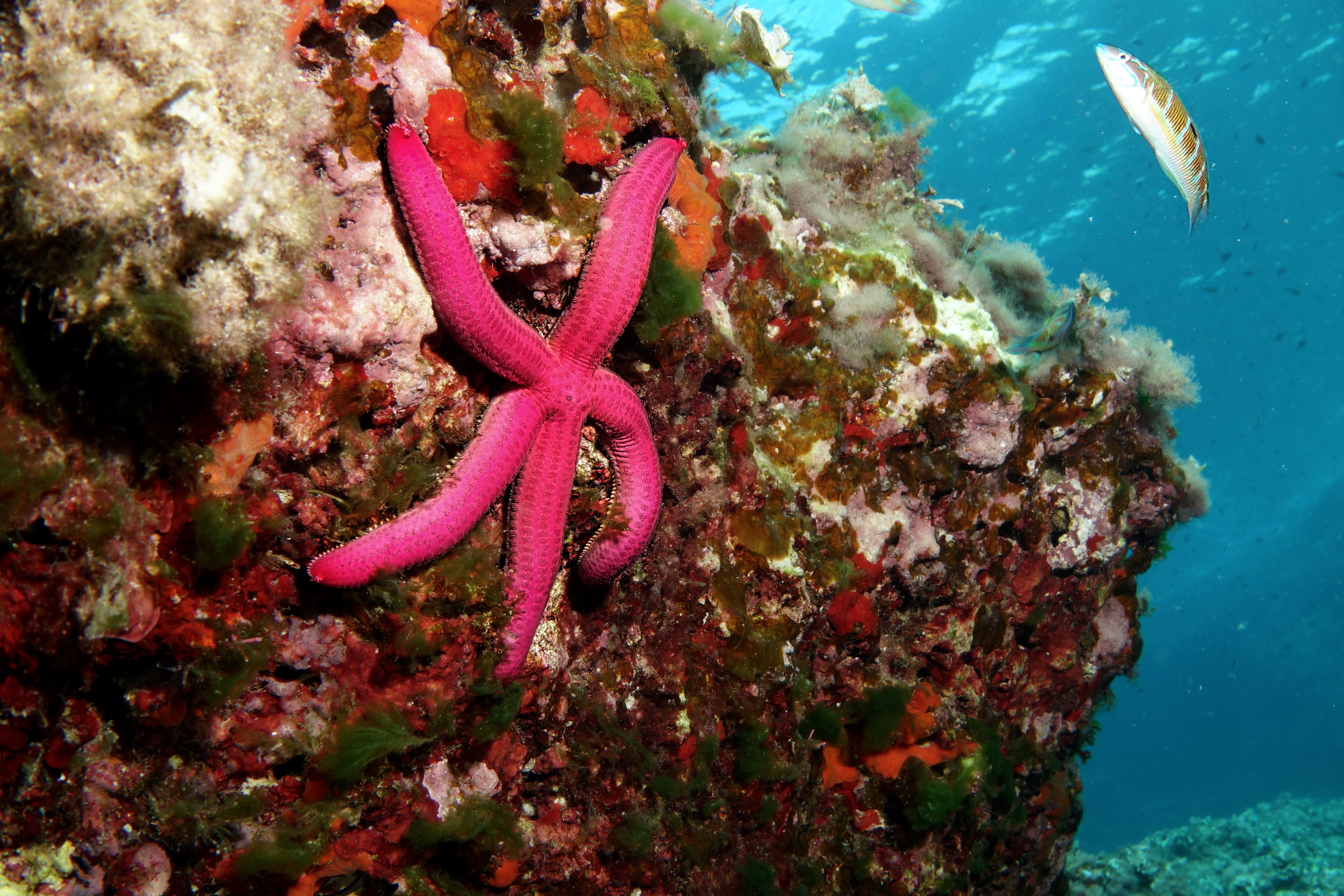
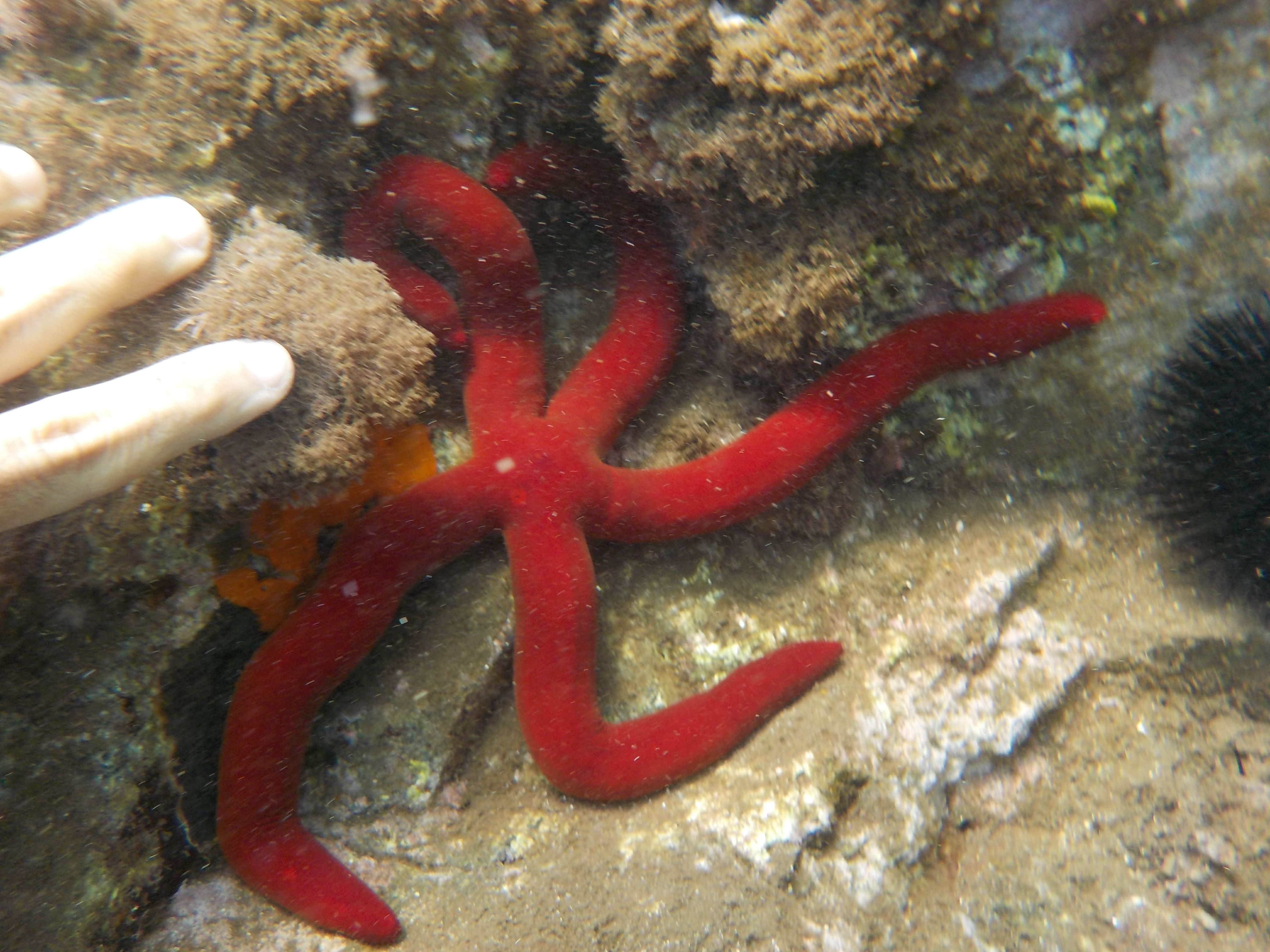
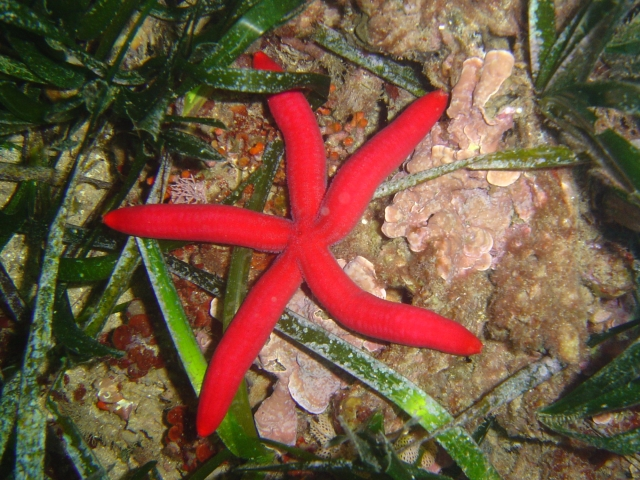
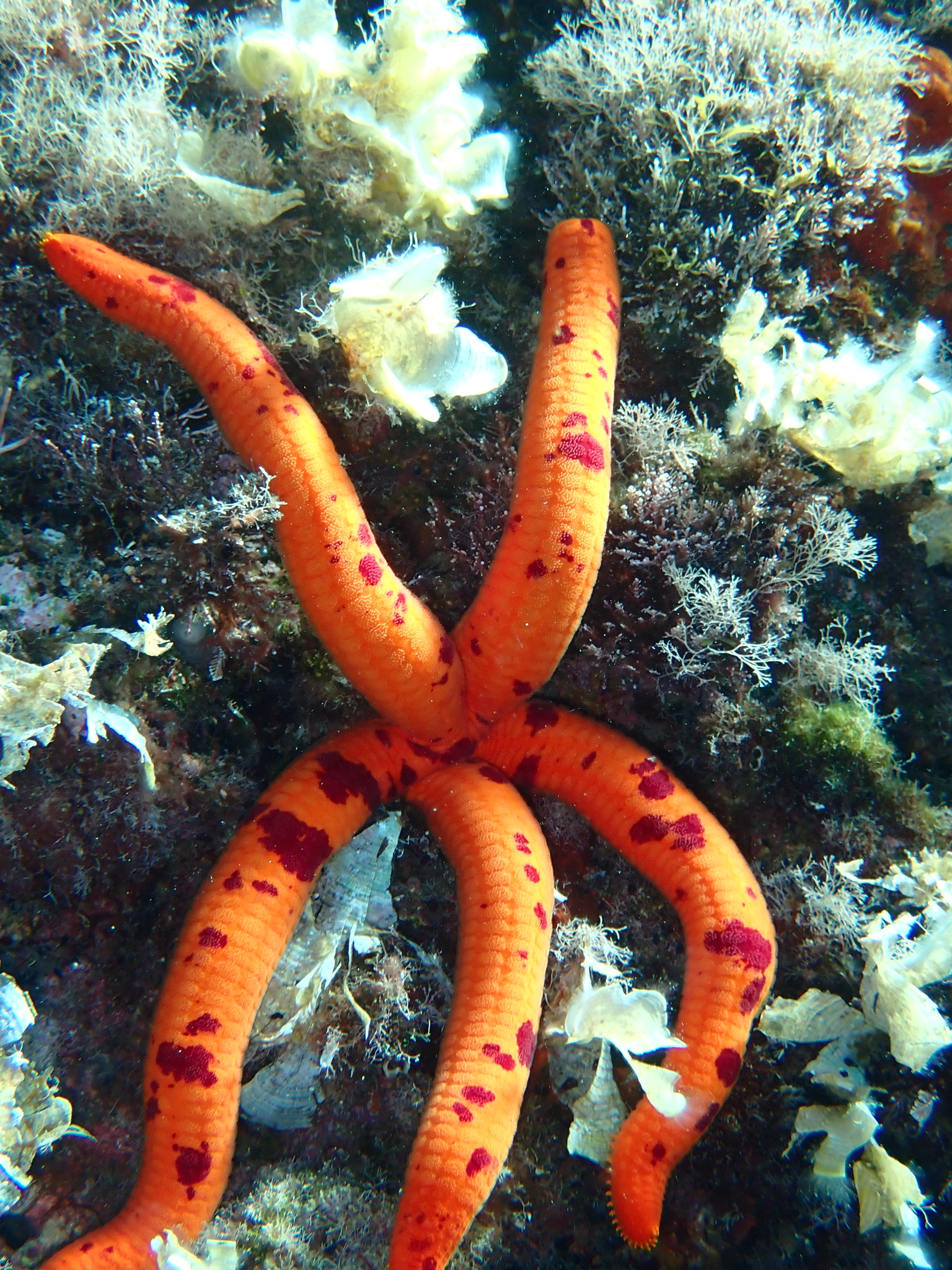
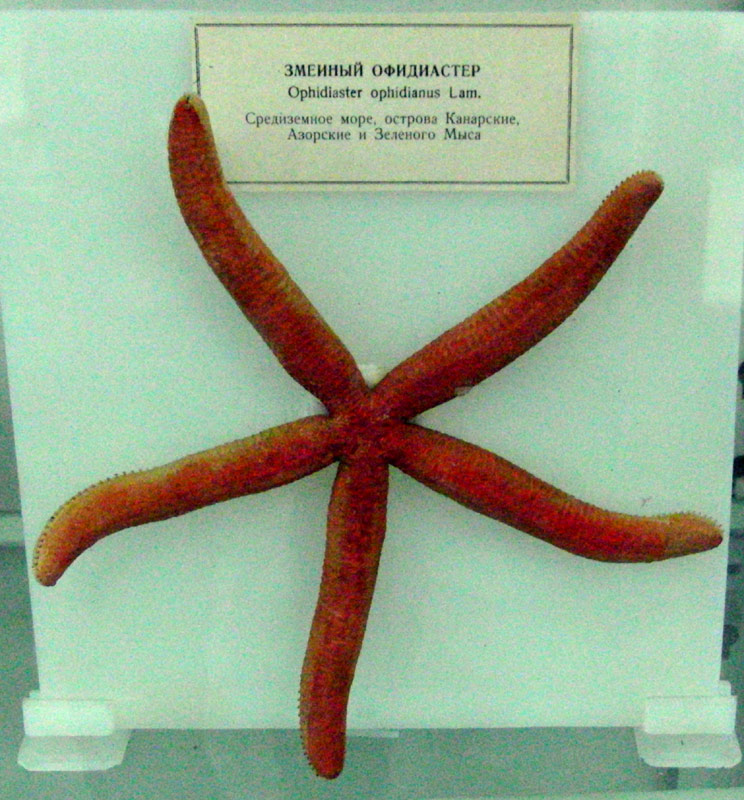

Dans sa région, on doit la distinguer d’Echinaster sepositus (à la surface rêche voire piquante et aux bras de forme moins régulière et sans étranglement en centre) et Hacelia attenuata (aux bras anguleux et pointus), ainsi qu'éventuellement de Chaetaster longipes (plus rare, jaune-orangée, aux bras grêles), Luidia ciliaris (aplatie, souvent avec sept bras) ou encore Astropecten aranciacus (aplatie et portant des « peignes » marginaux).

## Habitat et répartition
Cette étoile se trouve en Méditerranée et Atlantique est tempéré (notamment aux Canaries), sur fonds rocheux ou caillouteux, entre la surface et 25 mètres de profondeur, mais peut être observée jusqu'à 100 mètres de profondeur.